# ألديمير سانتوس
ألديمير سانتوس (باليابانية: 三渡洲 アデミール) (مواليد 28 مارس 1968)، هو لاعب كرة قدم ياباني سابق كان يلعب كلاعب وسط.

## وصلات خارجية
- ألديمير سانتوس على موقع رابطة كرة القدم اليابانية للمحترفين (اليابانية)
- ألديمير سانتوس على موقع عالم كرة القدم.نت (الإنجليزية)